# Pterolophia plurifasciculata
Pterolophia plurifasciculata är en skalbaggsart som beskrevs av Stefan von Breuning 1943. Pterolophia plurifasciculata ingår i släktet Pterolophia och familjen långhorningar. Inga underarter finns listade i Catalogue of Life.